# غوستافو مونوا
غوستافو مونوا (بالإسبانية: Gustavo Munúa) (مواليد 27 يناير 1978 في مونتيفيديو - الأوروغواي) لاعب كرة قدم أوروغواياني يلعب حاليا لصالح نادي الدرجة الأولى مالقا الإسباني منذ 2009 في مركز حارس مرمى.

## مسيرته الكروية
لعب غوستافو مونوا خلال مسيرته الاحترافية مع 5 أندية في عشرون موسمًا وسجل خلالها 3 أهداف ضمن 293 مباراة. ولم يفز بأي موسم بالكأس وفاز في خمسة مواسم بالدوري.
خاض غوستافو مونوا مسيرته مع نادي ناسيونال مونتيفيديو في موسم 1997 في المرة الأولى ليلعب معه سبعة مواسم ثم في موسم 2013–14 ولمدة موسمين، مشاركًا طوالها في 143 مباراة سجل خلالها 3 أهداف. ثم انتقل إلى نادي ديبورتيفو لاكورونيا في موسم 2003–04 ليلعب معه ستة مواسم، حيث شارك في 26 مباراة ولم يسجل أي هدف. لينتقل بعدها إلى نادي مالقا في موسم 2009–10 لمدة موسم واحد، مشاركًا في 38 مباراة ولم يسجل أي هدف أيضًا. ثم انتقل إلى نادي ليفانتي في موسم 2010–11 واستمر معه طيلة ثلاثة مواسم، مشاركًا في 86 مباراة ولم يسجل أي هدف أيضًا.

## روابط خارجية
- غوستافو مونوا على موقع الاتحاد الدولي (مؤرشف)  (الإنجليزية)
- غوستافو مونوا على موقع الاتحاد الأوربي (الإنجليزية)
- غوستافو مونوا على موقع قاعدة بيانات كرة القدم.إي يو (الإنجليزية)
- غوستافو مونوا على موقع ناشيونال فوتبول تيمز (الإنجليزية)
- غوستافو مونوا على موقع Soccerway.com (الإنجليزية)
- غوستافو مونوا على موقع عالم كرة القدم.نت (الإنجليزية)
- غوستافو مونوا على موقع AS.com (الإسبانية)